# Archivio dei Cappuccini di Mestre
L'Archivio dei Cappuccini di Mestre si trova nel Comune di Venezia a Mestre e contiene i documenti dell'ordine dei Cappuccini insediati in Veneto.
Dopo la grande ricostruzione del monastero nel 1940 e la riapertura del convento, venne trasferito l'archivio provinciale dell'ordine in questa sede.
Nell'archivio sono custoditi molti documenti importanti per la storia dell'ordine, in questa regione, e anche materiale antico di grande valore.
Tra questi documenti possiamo trovare gli Annali, una serie di codici che vanno dal 1591 ad oggi. In essi sono elencati provvedimenti, decreti e notizie.
Sono presenti anche una serie di manoscritti che vanno dalla metà del 600 alla metà dell'800, i quali raccolgono le biografie dei religiosi più illustri. La serie è formata da 8 codici chiamati Vite esemplari o Cronache, ognuna poi sottotitolata diversamente.
Nell'archivio sono conservati anche manoscritti di grande pregio e valore, tra i più preziosi i manoscritti autobiografici di San Lorenzo da Brindisi in 13 volumi in pergamena. Presenti anche documenti riguardanti padre Marco d'Aviano, personaggio che contribuì a liberare Vienna dall'assedio turco del 1683. Di notevole interesse anche il prezioso breviario  in pergamena del 400 e una pergamena del Pentateuco in ebraico.
L'archivio conserva anche quasi un centinaio di incunaboli e numerose cinquecentine.